# Columbus Challenger 2024
Il Columbus Challenger 2024 è stato un torneo maschile di tennis professionistico. È stata la 14ª edizione del torneo, facente parte della categoria Challenger 75 nell'ambito dell'ATP Challenger Tour 2024, con un montepremi di 82 000 $. Si è giocato dal 16 al 22 settembre 2024 sui campi in cemento indoor del Ohio State Varsity Tennis Center di Columbus, negli Stati Uniti.

## Partecipanti

### Teste di serie
| Nazionalità | Giocatore           | Ranking* | Testa di serie |
| ----------- | ------------------- | -------- | -------------- |
| Stati Uniti | Christopher Eubanks | 118      | 1              |
| Australia   | Tristan Schoolkate  | 167      | 2              |
| Stati Uniti | Patrick Kypson      | 168      | 3              |
| Stati Uniti | Jeffrey John Wolf   | 169      | 4              |
| Stati Uniti | Denis Kudla         | 188      | 5              |
| Giordania   | Abedallah Shelbayh  | 204      | 6              |
| Stati Uniti | Brandon Holt        | 208      | 7              |
| Canada      | Alexis Galarneau    | 218      | 8              |

* Ranking al 9 settembre 2024.

### Altri partecipanti
I seguenti giocatori hanno ricevuto una wild card per il tabellone principale:
- Jack Anthrop
- Alexander Bernard
- Bryce Nakashima

Il seguente giocatore è entrato in tabellone come alternate:
- Naoki Nakagawa

I seguenti giocatori sono passati dalle qualificazioni:
- Kyle Edmund
- Patrick Zahraj
- Jack Pinnington Jones
- Micah Braswell
- Antoine Ghibaudo
- Murphy Cassone

## Punti e montepremi
| Torneo    | Torneo              | V     | F     | SF    | QF    | 2T    | 1T  | Q | Q2  | Q1  |
| Singolare | Punti               | 75    | 44    | 22    | 12    | 6     | 0   | 4 | 2   | 0   |
| Singolare | Premi in denaro ($) | 9 880 | 5 820 | 3 450 | 2 000 | 1 165 | 720 | – | 360 | 185 |
| Doppio    | Punti               | 75    | 44    | 22    | 12    | –     | 0   | – | –   | –   |
| Doppio    | Premi in denaro ($) | 4 250 | 2 450 | 1 480 | 880   | –     | 500 | – | –   | –   |

## Campioni

### Singolare
Naoki Nakagawa ha sconfitto in finale  James Trotter con il punteggio di 7–6(8), 5–7, 7–6(5).

### Doppio
Hans Hach Verdugo /  James Trotter hanno sconfitto in finale  Christian Harrison /  Ethan Quinn con il punteggio di 6–4, 6(6)–7, [11–9].